# Epipagis olesialis
Epipagis olesialis là một loài bướm đêm trong họ Crambidae.